# Periodo Jōmon

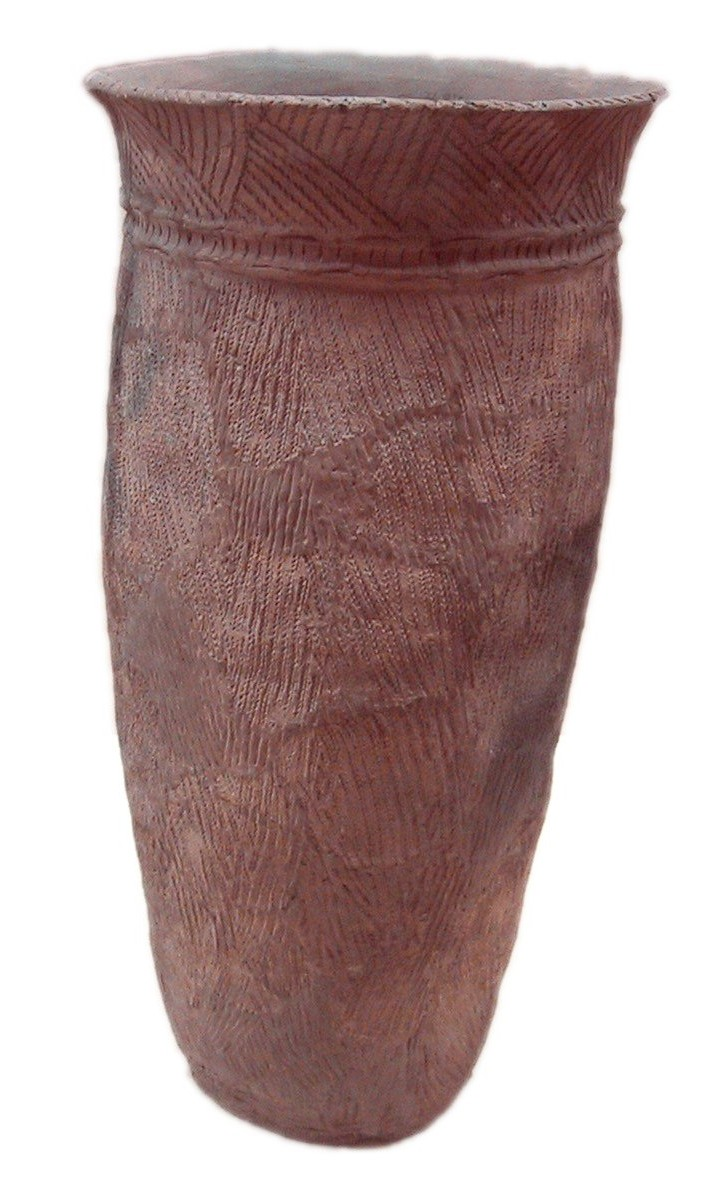
Un vaso del Medio Jōmon

Il periodo Jōmon (縄文時代?, Jōmon-jidai) è il periodo di storia giapponese che va da circa il 10000 a.C. fino al 300 a.C.

Con "Jōmon" ci si riferisce al popolo e alla cultura giapponese di quell'epoca; occorre comunque tener ben presente che, data la vastità del periodo temporale coperto, non sono esistiti un popolo e una cultura "Jōmon" monolitici, quanto piuttosto più popoli e culture accomunati dall'uso di certe tecniche (in particolare dalla tecnica di produzione di vasellame).
Le ceramiche ritrovate in alcuni siti archeologici del Giappone, in particolare Odayamamaoto n1 Iseki, datate con la tecnica AMS (Spettrometria di massa con acceleratore) risalgono a 16.500 anni fa. Questa datazione sposta il periodo Jōmon ben più indietro nel tempo.
I popoli di cultura Jōmon non erano semplici cacciatori-raccoglitori: Tsukuda cita i ritrovamenti archeologici di Itazuke, sull'isola di Kyūshū. Secondo questi ritrovamenti, 3.200 anni fa, (quindi centinaia di anni prima dell'invasione degli Yayoi) a Itazuke esistevano già delle risaie.
Queste scoperte dimostrano che la cultura Jōmon conosceva già l'agricoltura.

## Origine del nome
Il termine «Jōmon» è una traduzione in giapponese del termine inglese cord-marked («segnato dalle corde») e si riferisce ai motivi con cui era decorato la maggior parte del vasellame di argilla tipico di questo periodo, che veniva creato utilizzando corde o bastoni con corde avvolti intorno ad essi. Il termine è stato introdotto nel 1879 da Edward Sylvester Morse, studioso statunitense e professore di zoologia presso l'Università di Tokyo, che nel libro Shell Mounds of Omori descrisse i ritrovamenti del kaizuka («cumuli di conchiglie» - resti degli scarti, principalmente conchiglie, di insediamenti preistorici) di Omori (da lui scoperto due anni prima).
Il popolo Jōmon produsse vasellame e figure d'argilla decorati con disegni ottenuti imprimendo nell'argilla umida bastoncini, corde intrecciate o non intrecciate con una sofisticazione in continua crescita. Le decorazioni a corda, pur avendo una funzione decorativa, avevano in realtà anche la funzione pratica di impedire la formazione di crepe sul vaso quando veniva posto sul fuoco. In generale il vasellame di questo periodo viene detto Jōmon doki (縄文土器? «vasellame Jōmon»).

## Suddivisione dei periodi Jōmon
Il periodo Jōmon viene ulteriormente suddiviso in sei sottoperiodi (a loro volta ulteriormente suddivisi) e caratterizzati dalla tipologia del vasellame prodotto, le date sono da considerare in maniera indicativa, dato che non esiste un preciso accordo tra gli archeologi e che i periodi sono identificati dal tipo di vasellame prodotto.
- Jōmon Incipiente (10000 - 7500 a.C.): suddiviso in Linear applique, Nail impression, Cord impression e Muroya inferiore
- Jōmon Iniziale (7500 - 4000 a.C.): suddiviso in Igusa, Inaridai, Mito, Tado inferiore, Tado superiore, Shiboguchi e Kayama.
- Primo Jōmon (4000 - 3000 a.C.): suddiviso in Hanazumi, Sekiyama, Kurohama, Moroiso A, Moroiso B e Juusanbodai.
- Medio Jōmon (3000 - 2000 a.C.): suddiviso in Katsusaka/Otamadai, Kasori E1 e Kasori E2
- Tardo Jōmon (2000 - 1000 a.C.): suddiviso in Horinouchi, Kasori B1, Kasori B2e Angyo 1
- Jōmon Finale (1000 - 400 a.C.): suddiviso in Angyo 2 e Angyo 3

### Jōmon Incipiente

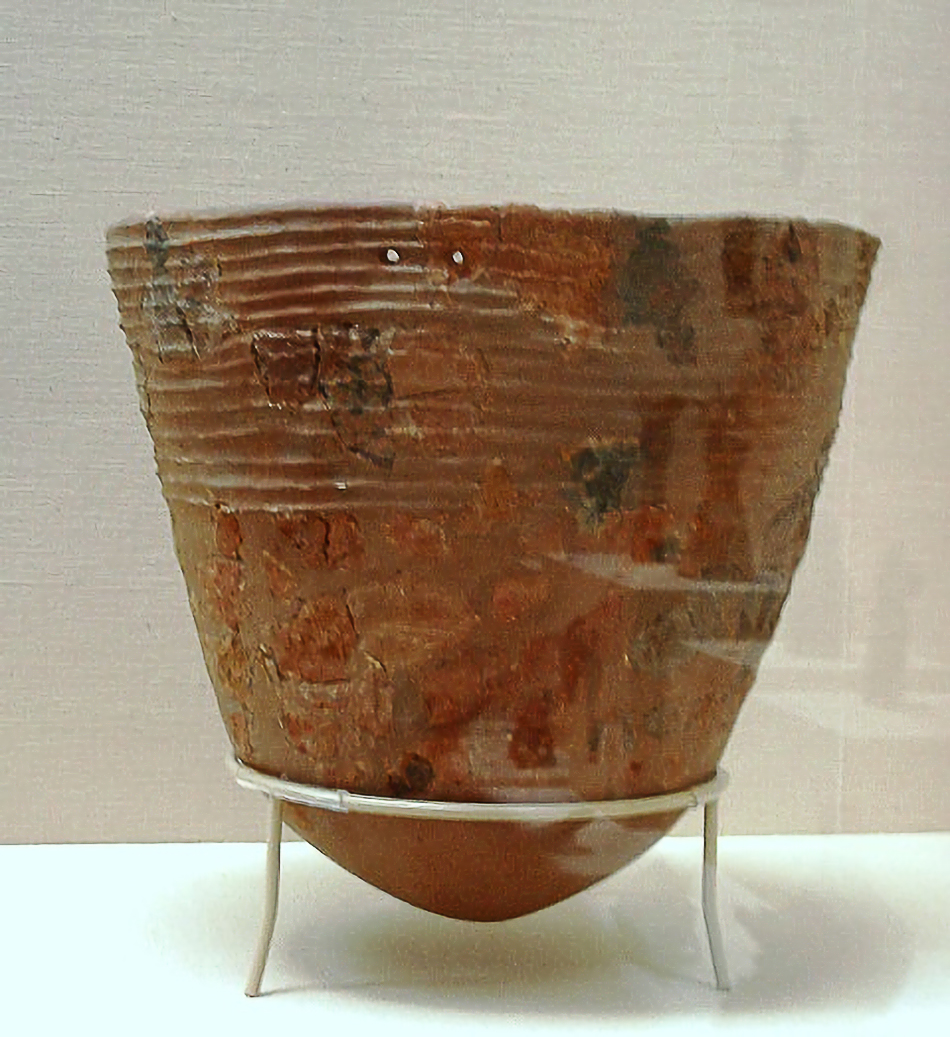
Vasellame del periodo Jōmon Incipiente (10000-8000 a.C.), il più antico vasellame del mondo, Museo Nazionale, Tokyo.

Circa dal 10000 al 7500 a.C.: condizioni di vita più stabili fecero sorgere nel periodo intorno al 10000 a.C. una cultura mesolitica, o - come argomentano alcuni studiosi - neolitica. I membri dell'eterogenea cultura Jōmon sono forse i distanti antenati degli Ainu, il popolo aborigeno del Giappone moderno.
Secondo le prove archeologiche, il popolo Jōmon creò i primi esemplari di vasellame al mondo, datati a circa l'XI millennio a.C. (ritrovamenti del sito di Odai-Yamato), così come i primi manufatti in pietra levigata. L'antichità di questi esemplari venne stabilita per la prima volta dopo la seconda guerra mondiale mediante il metodo di datazione del carbonio 14.
La produzione di vasellame tipicamente implica un qualche tipo di vita sedentaria, poiché il vasellame è molto fragile e pertanto inutile ad una società di cacciatori-raccoglitori in costante movimento. Pertanto gli Jōmon furono probabilmente la prima popolazione sedentaria o perlomeno semisedentaria del mondo. A causa di ciò le prime forme di agricoltura sono a volte attribuite al Giappone (Ingpen & Wilkinson) nel 10000 a.C., duemila anni prima della loro diffusione nel Medioriente.
I più antichi esemplari di vasellame ritrovato sono privi di decorazioni (mumon) successivamente compaiono vasellami con decorazioni in successione bean applique (toryumon), linear applique (ryukisenmon) e simili a unghie (tsumegatamon). Per la fine del periodo compare un quinto tipo di decorazione (oatsu), quest'ultima ha segni di corda su tutta la superficie e una base piatta con un bordo spesso (a differenza della base appuntita o arrotondata dei tipi precedenti). La tecnologia di produzione del vasellame non è comunque ancora ben sviluppata, non si ritrova in tutti i siti del Jōmon Incipiente e quelli ritrovati non sono solitamente di buona fattura.
La caccia è la principale fonte di cibo e i siti sono stati ritrovati in corrispondenza di caverne.

### Jōmon Iniziale
Circa dal 7500 al 4000 a.C. Cominciano a comparire siti con case in legno costruite su fosse poco profonde. Inizia lo sfruttamento delle risorse marine (i primi ritrovamenti di cumuli di conchiglie risalgono a questo periodo).

### Primo Jōmon
Circa dal 4000 al 3000 a.C.
Nel Primo Jōmon, grazie ad un clima lievemente più caldo aumenta la popolazione. Il livello dei mari è più alto di 2-3 metri di quello odierno, pertanto la linea costiera si spingeva più all'interno. I villaggi assumono una natura maggiormente a lungo termine, aumentano le dimensioni delle case e delle staccionate, anche se pare che venissero occupate stagionalmente. Il vasellame diventa più elaborato e compaiono stili regionali. La maggior parte hanno fondo piatto.

### Medio Jōmon
Dal 3000 al 2000 a.C. circa.

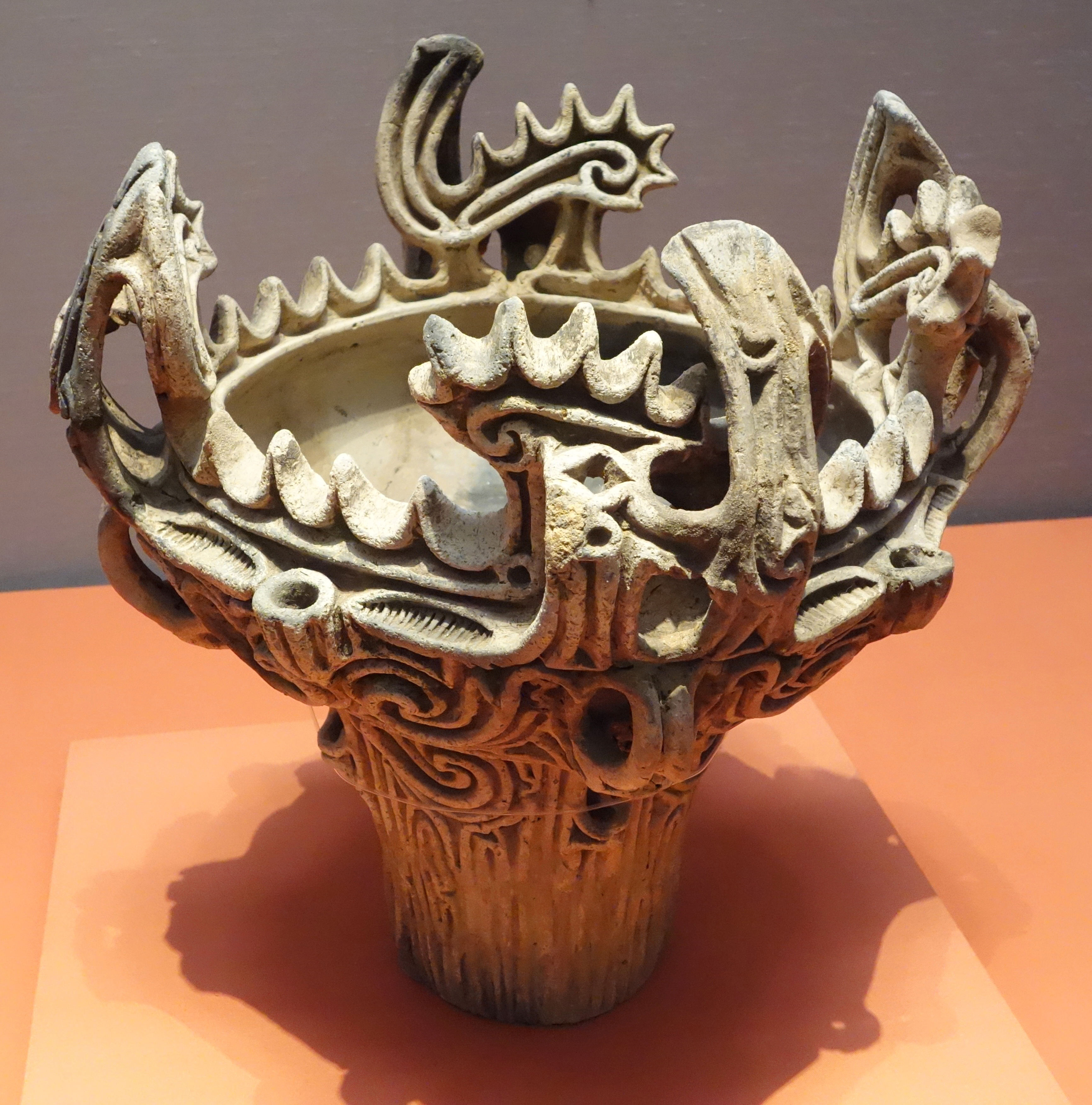
Un vaso Kaen-gata doki (火焔形土器) vaso a forma di fiamme, Museo Nazionale, Tokyo.

Grazie al periodo di clima favorevole iniziato nel periodo precedente la cultura Jōmon raggiunge il suo apice, a questo periodo risalgono gli insediamenti più grandi ritrovati e molti tipi elaborati di vasellame. Non è certo che gli insediamenti fossero occupati tutto l'anno o solo su base stagionale (alternando la residenza nelle montagne nei mesi estivi e autunnali con le pianure nell'inverno e primavera).
Al periodo Jōmon Medio appartengono i pezzi più appariscenti e barocchi, grazie all'affinamento della tecnica vengono prodotti vasi con orli sporgenti e grandemente decorati, decorazioni in rilievo, forme sinuose che rappresentano fiamme. Il vasellame che presenta questo tipo di orli viene detto suien doki (水煙土器) - suien significa «spumeggiante» (perché ricorda gli spruzzi delle onde che si infrangono a riva) oppure kaengata doki (火焔型土器), in cui kaengata significa a «forma di fiamma». A causa di questi stili elaborati si è ipotizzato che avessero un significato simbolico o rituale.
Molti elementi della cultura giapponese risalgono a questo periodo e riflettono un'immigrazione mista dall'Asia continentale, settentrionale e dalle zone meridionali dell'Oceano pacifico. Tra questi elementi ci sono la mitologia Shintoista, i costumi matrimoniali, gli archetipi architettonici e sviluppi tecnologici come la laccatura, la tessitura, la metallurgia e la produzione del vetro.

### Tardo Jōmon e Jōmon Finale
Il numero di insediamenti e la popolazione declina bruscamente. Aumenta l'attività rituale e in tutto il Giappone diventano più numerosi i siti di sepolture e vengono ritrovati molti manufatti rituali (bastoni, falli in pietra e statuette). Anche se l'incisione e la scultura di statutette in forme decorative era popolare nel Medio Jōmon ritorna l'uso delle decorazioni a corda, ma in questo caso porzioni delle decorazioni dopo essere state applicate vengono rimosse e la superficie lisciata. Viene sviluppata la tecnica di cottura del vasellame in un'atmosfera riducente.
Mentre ci sono evidenze dello sviluppo dell'agricoltura durante lo Jōmon Finale, il suo impatto sulla popolazione è minimo: le piante coltivate sono solo un'integrazione della dieta, mentre la maggior parte del cibo proviene dalla caccia e dalla raccolta. Lo sviluppo dell'agricoltura (con la diffusione della coltivazione del riso) segnerà il successivo Periodo Yayoi.

## Fonti di sussistenza
All'inizio del periodo Jōmon le principali fonti di sussistenza sono la raccolta, la caccia e la pesca. Alla fine del periodo comincerà a diffondersi l'agricoltura.

### Raccolta
L'arcipelago giapponese offre diversi tipi di piante commestibili, più circa un centinaio di funghi. La loro disponibilità dipende però dal periodo stagionale. Nei siti Jomon sono stati ritrovati finora circa una cinquantina di specie di piante diverse, in gran parte noci, nocciole, castagne, castagne d'India, ma anche resti di grano saraceno, felci, zucche, ofioglosso comune e funghi. Bisogna tener presente però che il terreno acido del Giappone non si presta alla conservazione dei resti di materiali organici.
A partire dal Medio Jōmon cominciò a svilupparsi una forma rudimentale di agricoltura e orticoltura: sono state ritrovate indicazioni in alcuni siti della coltivazione intenzionale di alberi di castagne. Nei siti della prefettura di Nagano sono stati ritrovati attrezzi in pietra utilizzati per scavare tuberi e radici: dato che questa regione è coperta da dense foreste, si è ipotizzato che venissero tagliate delle radure per permettere loro di crescere meglio.

### Caccia
Le specie più cacciate erano il cinghiale (tutto l'anno) e il cervo (in primavera). Venivano anche cacciati animali di dimensioni minori (come scoiattoli volanti, volpi, scimmie e conigli). La caccia veniva effettuata con arco e frecce, oppure utilizzando trappole. Le trappole sono state molto utilizzate nel Jomon Incipiente (ma apparentemente in maniera poco organizzata) e man mano sempre meno (ma sono stati ritrovati resti di quelle che probabilmente erano staccionate usate per guidare la selvaggina fino alla trappola).
L'unico animale domestico pare che sia stato il cane, usato probabilmente nella caccia. Era un importante membro della società e sono state ritrovate numerose tombe di cani.

### Pesca
Soprattutto nelle regioni del Kantō e dell'Hokkaidō sono stati ritrovati grandi cumuli di conchiglie, gli scarti della pulitura dei molluschi pescati. L'analisi dei resti indica che la maggior parte venivano pescati in primavera. A causa della grandi dimensioni di alcuni mucchi si è ipotizzato che ci potesse essere un commercio in carne di mollusco. Sono stati anche ritrovati ossi di tonno, salmone, testuggini, foche e delfini, così come ami d'osso, punte d'arpione dentellate, resti di reti e pesi per le reti.

### Kaizuka
I kaizuka (貝塚? «cumuli di conchiglia») sono mucchi di scarti lasciati da insediamenti preistorici, in questo caso cumuli di gusci e di residui di conchiglie, nelle cui vicinanze si sono ritrovati oggetti d'uso domestico, manufatti in pietra, ossa di cacciagione (cervi e cinghiali) e i primi vasi in ceramica. Il primo Kaizuka fu scoperto da Morse nel 1877.

## Dogū

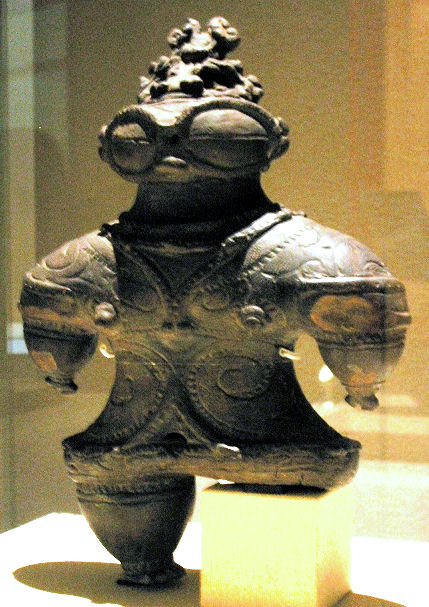
Un dogū del Jomon Finale (1000-400 a.C.), Museo Nazionale, Tokyo.

A partire dalla fine del Jōmon iniziale (circa 5000 a.C.) cominciano ad essere prodotte anche delle "statuette" in argilla dette dogū (土偶? «bambola di terra»), probabilmente collegate al senso religioso dell'epoca. Rappresentano animali o figure antropomorfe, generalmente femminili dai fianchi e seni esagerati, con occhi rotondi e cerchiati.
Le prime dogū sono tozze e spesso prive di arti superiori, nel Jōmon medio l'aspetto si evolve, compare la caratteristica testa a forma di cuore, il corpo ha un aspetto cruciforme e le decorazioni sono generalmente semplici incisioni che evidenziano la zona del ventre. Vengono dette ハート形の土偶 ("dogū a forma di cuore").

### Varianti regionali
- Nella regione del Tōhoku sono state ritrovate diverse varianti di dogū, tra cui quelle sedute anziché in piedi, con ginocchio che forma un angolo retto.
- Nella pianura del Kantō sono state ritrovate dogū chiamate mimizuku no dogū (木菟の土偶? «dogū dalla testa di civetta/gufo»), a causa dell'aspetto della testa: svasata alla base, la mascella evidenziata da un solco che la unisce alle orecchie, le sopracciglia formano una linea retta sopra al naso, gli occhi e la bocca sono disegnati con tre solchi profondi e compaiono piccole protuberanze sul capo.
- Nelle prefetture di Saitama e Ibaraki sono state ritrovate dogū, risalenti all'ultimo periodo Jōmon di colore rosso ocra, con il capo ornato da una corona e il viso decorato da disegni a cordicella, gambe corte e spesso prive di piedi, incisioni a forma di corda su tutta la figura.
- Sempre al tardo periodo Jōmon risalgono invece gli shakōki dogū (遮光器土偶? «dogū con occhiali da neve»), così detti per la forma particolare degli occhi che paiono coperti da protezioni simili a quelle d'osso che usano gli Inuit. Inoltre i vestiti non sono più semplici incisioni ma sono veri e propri disegni tracciati con la tecnica della cordicella. Poiché molti sono stati ritrovati sul sito di Kamegaoka, nella prefettura di Aomori, questi tipi di dogū sono collettivamente chiamati Kamegaoka shiki doki (亀ヶ岡式土器? «ceramica nello stile Kamegaoka»).

### Funzione delledogū
Esistono diverse teorie sulla funzione di queste statuette e forse più d'una è vera:
- Sulla base del fatto che spesso vengano ritrovate in frammenti o rotte, spesso nei cumuli dei kaizuka molti archeologi ritengono che fossero talismani su cui trasferire il dolore/pericolo/rischio/sfortuna che poteva impedire o nuocere ad un evento (per esempio un parto) e che venissero frantumate e gettate via una volta realizzato l'auspicio.
- O in maniera simile potrebbero essere state «bambole della medicina», a cui si trasferiva la malattia e si distruggeva quindi la parte corrispondente a quella malata (infatti spesso sono state ritrovate mancanti di una parte specifica).
- Un'altra ipotesi (basata sui tratti femminili esagerati) è che fossero divinità femminili protettrici della salute o forse divinità correlate ai miti della fecondità della terra (in considerazione anche del fatto del periodo di sviluppo dell'agricoltura).
- Secondo un'altra ipotesi potrebbero essere stati oggetti del corredo funerario.
- Infine potevano essere stati semplici giocattoli per i bambini.

## Miti della fondazione
Le origini della civiltà giapponese sono sepolte nella leggenda. Tradizionalmente si fa risalire la fondazione del Giappone all'11 febbraio 660 a.C., ad opera dell'Imperatore Jinmu. Questo almeno è quanto riportano i primi documenti scritti (che risalgono a un periodo compreso tra il VI secolo e l'VII secolo, dopo che il Giappone ebbe adottato il sistema di scrittura cinese, introdotto dai coreani.
Secondo il mito della creazione riportato nel Kojiki (Memorie degli eventi antichi risalente al 712) e nel Nihongi o Nihon-shoki (Cronache del Giappone risalenti al 720), le isole giapponesi vennero create da due dei, il maschio Izanagi e la femmina Izanami, discesi dal cielo. Essi portarono con loro altri esseri, i kami (divinità o forze sovrannaturali), come quelli che influenzano il mare, i fiumi, i boschi e le montagne. Due di queste divinità, la dea del sole Amaterasu e suo fratello, il dio della tempesta Susanoo, si combatterono l'un l'altro, fino alla vittoria di Amaterasu.
In questo periodo diversi imperatori lottarono per il potere. Per legittimare le proprie rivendicazioni al trono questi pretendenti commissionarono raccolte di poesie contenenti storie di eredità mitologiche del potere da Amaterasu (che è ancora la divinità più venerata del pantheon Shinto) mediante il suo nipote Ninigi-no-Mikoto fino all'imperatore Jinmu rivendicato come proprio antenato. Questo mito-propaganda venne ripreso dagli storici del XIX secolo e usato come pilastro fondamentale del Kokutai, l'ideologia nazionalistica giapponese
Fonti cinesi più affidabili descrivono una nazione chiamata «Wa» governata da vari clan familiari che adorano le divinità dei propri clan.

### Il Kojiki fino a Jinmu
Di seguito la sintesi del Kojiki fino a Jinmu:
Nel Takamagahara (il prato nel più alto livello dei cieli) nacquero molte divinità. Al di sotto si trovava una massa liquida in tempesta. Due divinità, Izanagi, "Colui che invita", e Izanami, "Colei che invita", furono inviate per trasformare la massa liquida in terra. Izanami immerse la sua lancia nel liquido e le gocce che caddero si solidificarono, creando l'isola di Onogoro, l'"Isola che si solidificò da sola". Successivamente i due dei furono inviati a popolarla. Da queste due divinità ne nacquero molte altre nei modi più diversi, ma uno, il Dio del Fuoco, mentre veniva alla luce da Izanami bruciò la stessa madre che morì.
Izanagi, disperato, si recò nel regno dei morti per riportare in vita la sua amata. Ma quando vide il corpo di lei cosparso di vermi fu cacciato da Izanami che, piena di rabbia e vergogna, lo cacciò dallo Yomi. Izanagi si recò presso un fiume per purificarsi dopo quella esperienza e mentre si lavava con l'acqua del fiume da varie parti nacquero divinità. Tra queste vi erano Amaterasu, "Luce del paradiso", e il dio del mare e delle tempeste Susanoo, "Maschio impetuoso".
Izanagi mandò Amaterasu nel Takamagahara, a regnare nei cieli, mentre a Susanoo venne affidato il mare. Ma questo disobbedì al padre e per questo motivo fu cacciato. Prima di andare in esilio però convinse la sorella ad avere tanti figli con lei, ma presto iniziarono i litigi sul perché li avessero fatti e Susanoo, in preda all'ira, costrinse Amaterasu a rifugiarsi in una grotta. Ciò fece piombare l'universo nell'oscurità. Le altre divinità preoccupate dalla situazione tesero alla dea una trappola, attraverso uno specchio e dei gioielli, per farla uscire dalla grotta la cui entrata fu chiusa per sempre.
A Susano-o non rimase altra soluzione che andar via. Nel suo esilio passò nei pressi di Izumo dove sconfisse un mostro ad otto code che mangiava i bambini. E fu proprio in una di queste code che egli trovò la spada che offrì in segno di perdono a sua sorella. Secondo gli scritti Okuninushi, il figlio di Susano-o, riporta la pace sulla terra, ma celebrato come eroe, viene più volte tradito dai fratelli gelosi e anche dal padre. Egli più volte muore e più volte torna in vita. Okuninushi ha dei figli i quali accolgono la richiesta di Amaterasu di lasciare che i suoi discendenti regnino sulla terra. Il figlio del pronipote di quest'ultima, Jinmu, diventa il primo sovrano del Giappone.

## Genetica
Molti studiosi pensano che i giapponesi odierni discendano da una miscela di cacciatori-raccoglitori dell'antica cultura di Jōmon e di agricoltori di riso della successiva cultura di Yayoi.
Secondo questa teoria i due grandi gruppi ancestrali vennero in Giappone seguendo diversi percorsi in momenti diversi. Recenti test sugli aplotipi Y-DNA hanno portato all'ipotesi popolarmente accettata che l'aplogruppo Y-DNA D-M55 e C1a, che è stato trovato in alcune percentuali di campioni di giapponesi moderni, può riflettere la discendenza patrilineare da membri appartenenti alla cultura di Jōmon. Mitsuru Sakitani ha affermato che il tipo ancestrale di C1a1 ha raggiunto il Giappone dall'Asia occidentale. Sebbene la sua età di arrivo sia sconosciuta, la diffusione del sottogruppo esistente è di circa 12.000 anni fa, il che è quasi coerente con l'inizio del periodo Jōmon. C1a1 potrebbe essere il gruppo che ha portato la cultura Jōmon in Giappone.
Insieme al D2, C1 è un altro aplogruppo Y-DNA unico in Giappone. È opinione comune che entrambi siano presenti nell'arcipelago giapponese fin da quando i primi esseri umani hanno raggiunto la regione 35.000 anni fa, venendo dalla Siberia, probabilmente utilizzando il ponte di terra di Sachalin attraverso le attuali Hokkaidō. La presenza di aplogruppo D in una minoranza di persone indonesiane conferma il legame paleolitico tra i due paesi.
L'aplogruppo C3, che rappresenta il 3% della popolazione, è tipico dei mongoli e siberiani. Potrebbe essere entrato in Giappone con gli Ainu attraverso l'isola di Sakhalin e Hokkaido, o con i contadini Yayoi provenienti dalla Corea. C3 è infatti trovato in entrambe le estremità del paese, ma è raro nel Giappone centrale, suggerendo due entrate distinte.
In conclusione, circa il 46% dei giapponesi moderni porta un aplogruppo Y-DNA di origine Jōmon. Le percentuali più alte di aplogruppi Y-DNA C e D si trovano nel nord del Giappone (oltre il 60%) e le più basse in Giappone occidentale (25%). Questo è concorde con la storia del Giappone; il popolo Yayoi di origine sino-coreana si stabilì prima e in maniera più cospicua a Kyushu e Chūgoku, in Giappone occidentale. L'aplogruppo O invece, attribuito alle successive migrazioni dei coltivatori di riso Yayoi, è presente in circa il 51% dei lignaggi paterni giapponesi totali.
Analisi sul DNA mitocondriale di scheletri rinvenuti a Hokkaido nel periodo Jōmon indicano che gli aplogruppi N9b e M7A possono riflettere il contributo materno che le popolazioni Jōmon diedero al moderno bacino genetico mitocondriale giapponese.

## Antropologia fisica
Mark J. Hudson dell'Università di Nishikyushu ipotizza che il Giappone sia stato colonizzato da una popolazione paleo-mongoloide nel Pleistocene, che divenne poi Jōmon, e che le loro caratteristiche fisiche si possono vedere negli Ainu e nella gente di Okinawa. Le popolazioni Jōmon condividono alcune caratteristiche fisiche con i caucasici, come ad esempio i peli sul corpo relativamente abbondanti, ma le analisi genetiche mostrano che essi derivano da una stirpe separata da quella degli europei.
L'antropologo Joseph Powell dell'Università del New Mexico ha detto che gli Ainu discendono dal popolo Jōmon, che è una popolazione dell'Asia orientale con un'affinità biologica più vicina agli asiatici nordorientali, piuttosto che ai popoli eurasiatici occidentali. Gli studi genetici mostrano che i resti di popolazioni Jōmon del Giappone facevano parte del popoli asiatici nordorientali come gli Nivchi, i Coriachi, i Nativi americani, e i Ciukci.